# 2068
2068 (ММLXVIII) е високосна година, започваща в неделя според Григорианския календар. Тя е 2068-та година от новата ера, шестдесет и осмата от третото хилядолетие и деветата от 2060-те.